# Bérenger de Cardona
Pour les articles homonymes, voir de Cardona.
Pour les autres membres de la famille, voir Famille Folch de Cardon.
Bérenger de Cardona était maître de province de l'Ordre du Temple en Aragon et en Catalogne au moins depuis juin 1291 et jusqu'en janvier 1307.

## Biographie
La vie de ce dignitaire du Temple n'est pas très bien connue avant le début de sa maîtrise en Aragon et en Catalogne. Tout juste sait-on qu'il s'est rendu en Orient en 1286 afin d'acheminer des chevaux en Terre sainte. Puis Bérenger de Cardona est cité en l'an 1289, alors qu'il n'est pas encore maître de province, parmi les chevaliers templiers impliqués dans le conflit qui opposait l'ordre à la famille d'Entençà et qui concernait les droits de franchissement de l'Èbre. Il est aux côtés du maître de cette province Bérenger de Saint Just, accompagné des principaux commandeurs du Temple dans le royaume d'Aragon, lorsque ceux-ci tentèrent de s'emparer du château de Móra d'Ebre,. Les documents subsistants ne permettant pas de savoir, comme pour Arnauld de Banyuls également présent, quel rang ils occupaient à ce moment-là et à quelle commanderie ils étaient rattachés.
Le 24 avril 1290, Alphonse III d'Aragon demanda à Guillaume de Beaujeu que le prochain maître de la province, destiné à remplacer Bérenger de Saint Just, soit d'origine catalane. Et dans une autre lettre datée du même jour, il demandait la nomination de Pierre de Tous, alors commandeur de Miravet. Finalement le roi n'eut pas entièrement gain de cause, Bérenger de Saint Just fut envoyé à Chypre, Pierre de Tous demeura à Miravet et le catalan Bérenger de Cardona fut désigné par le chapitre de l'ordre.
La dernière mention de Bérenger de Saint Just en tant que maître de cette province date de mai 1290. Le commandeur de Monzon, Arnold de Timor assurant l'intérim entre les deux maîtres en qualité de lieutenant de la province. Il est mentionné comme tel en juillet et octobre 1290. Puis Bérenger de Cardona est attesté comme maître de la province d'Aragon et de Catalogne à partir de juin 1291.
En 1294, il convient avec Jacques II d'Aragon de l'échange de la ville de Tortosa contre les châteaux de Peñíscola, Ares, Coves et autres lieux. C'est donc entre les ans 1294 et 1307 que fut construit l'actuel château templier sur les restes de l'alcazar arabe. Les promoteurs furent le frère Bérenger de Cardona, et le frère Arnauld de Banyuls, qui était le Commandeur de Peñíscola. Leurs deux écus se retrouvent sculptés sur une frise au-dessus de la porte d'entrée du château ainsi qu'au-dessus de la porte de la basilique.
À la fin de l'année 1297, le roi d'Aragon l'envoie, en qualité d'ambassadeur, négocier auprès de Charles II d'Anjou et du roi de France la restitution des terres de Majorque et le mariage entre son fils et l'une des filles de Philippe le Bel. Il est accompagné de Berenger de Saint Just et de Jofre de Cruïlles.
En 1300, Berenger de Cardona s'est rendu à Chypre déléguant le commandement de la province à Pierre de Tous puis à Raymond de Fals durant son absence. Le 10 novembre de cette même année, Jacques de Molay rédige une charte (à Limassol) où il confirme Berenger dans ses fonctions de maître de province d'Aragon et de Catalogne et de visiteur des cinq royaumes d'Espagne.
En 1302, il semble s'être opposé à Jacques II d'Aragon qui demanda son remplacement au maître de l'ordre. Jacques de Molay répondant au roi que la règle et les statuts de l'ordre l’empêchaient de le faire avant le terme de son mandat (4 ans),.
Le 27 janvier 1306, Jacques de Molay rédige une lettre informant le roi d'Aragon que le frère Pierre de Castellón, trésorier de l'ordre à Chypre va se rendre dans son royaume et demande l'autorisation pour que Berenger de Cardona puisse se rendre en Orient lors du passage de septembre. Puis en 1307, c'est au tour du roi d'écrire au maître de l'ordre pour l'informer du décès de Berenger de Cardona, recommandant la nomination du frère Dalmat de Timor, peut-être fils illégitime du roi, à la tête de cette province. Jacques de Molay répondit au roi qu'il ne pouvait le faire sans le consentement du chapitre et finalement les templiers désignèrent Simon de Lenda. Le maître de l'ordre confirma cette nomination aux templiers d'Aragon dans une lettre datée du 8 septembre 1307.